# Noel Neill
Noel Neill (Minneapolis, 25 november 1920 – Tucson, 3 juli 2016) was een Amerikaans actrice.

## Biografie
Neill begon haar carrière als model en actrice. Zo speelde ze in Here Come the Waves (1944) naast Bing Crosby. De rol waar ze het bekendst mee werd, was die van Lois Lane in de filmserie Superman (vanaf 1948). Vanaf 1952 speelde ze in de televisieserie Adventures of Superman. Neill was de eerste actrice die de rol van Lois Lane speelde.
Neill overleed in 2016 op 95-jarige leeftijd.

## Beknopte filmografie
- 1948 · Superman
- 1950 · Atom Man vs. Superman